# Mizaras
Mizaras ist ein litauischer männlicher Familienname.

## Weibliche Formen
- Mizaraitė (ledig)
- Mizarienė (verheiratet)

## Personen
- Stasys Mizaras (* 1942), Forstwirtschaftswissenschaftler und Professor
- Vytautas Mizaras  (*  1974),  Rechtsanwalt und Verfassungsrichter, Urheberrechtler, Professor, Honorarkonsul